# Heli (roi légendaire de Bretagne)
Heli  était, selon Geoffroy de Monmouth, un roi de Bretagne.

## Geoffroy de Monmouth
Selon Geoffroy de Monmouth dans son Historia regum Britanniae, Heli [Beli Mawr] est le fils et successeur d'un certain Cligueillus. Il se contente d'indiquer qu'il règne 40 ans et qu'il est le père de trois fils : Lud son successeur, Cassilbellan et Nennius .
On considère désormais que ce roi fictif Heli correspond en fait au dieu de la mythologie celtique galloise; Beli Mawr.

## Sources
- (fr) Histoire des rois de Bretagne, traduit et commenté par Laurence Mathey-Maille, Édition Les belles lettres, coll. « La roue à livres », Paris, 2004,  (ISBN 2-251-33917-5)
- (en) Peter Bartrum, A Welsh classical dictionary: people in history and legend up to about A.D. 1000, Aberystwyth, National Library of Wales, 1993 (ISBN 9780907158738), p. 42-43 BELI MAWR. (Legendary). (120-80 B.C. PCB)